# 30 يوليو
- السبت
- الأحد
- الاثنين
- الثلاثاء
- الأربعاء
- الخميس
- الجمعة

- 283 محرم 1447  هـ
- 294 محرم 1447  هـ
- 305 محرم 1447  هـ
- 16 محرم 1447  هـ
- 27 محرم 1447  هـ
- 38 محرم 1447  هـ
- 49 محرم 1447  هـ
- 510 محرم 1447  هـ
- 611 محرم 1447  هـ
- 712 محرم 1447  هـ
- 813 محرم 1447  هـ
- 914 محرم 1447  هـ
- 1015 محرم 1447  هـ
- 1116 محرم 1447  هـ
- 1217 محرم 1447  هـ
- 1318 محرم 1447  هـ
- 1419 محرم 1447  هـ
- 1520 محرم 1447  هـ
- 1621 محرم 1447  هـ
- 1722 محرم 1447  هـ
- 1823 محرم 1447  هـ
- 1924 محرم 1447  هـ
- 2025 محرم 1447  هـ
- 2126 محرم 1447  هـ
- 2227 محرم 1447  هـ
- 2328 محرم 1447  هـ
- 2429 محرم 1447  هـ
- 2530 محرم 1447  هـ
- 261 صفر 1447  هـ
- 272 صفر 1447  هـ
- 283 صفر 1447  هـ
- 294 صفر 1447  هـ
- 305 صفر 1447  هـ
- 316 صفر 1447  هـ
- 17 صفر 1447  هـ

30 يوليو أو 30 تمُّوز أو 30 يوليه أو يوم 30 \ 7 (اليوم الثلاثون من الشهر السابع) هو اليوم الحادي عشر بعد المئتين (211) من السنوات البسيطة، أو اليوم الثاني عشر بعد المئتين (212) من السنوات الكبيسة وفقًا للتقويم الميلادي الغربي (الغريغوري). يبقى بعده 154 يوما لانتهاء السنة.

## أحداث
- 1930 - فوز الأوروغواي بأول نسخة من كأس العالم لكرة القدم بعد تغلبها على منتخب الأرجنتين في النهائي بنتيجة 4-2.
- 1936 - تشكيل مجلس المعارف في الكويت وذلك لوضع خطوط السياسة التعليمية وتحديد طرق تنفيذها، ورئس المجلس الشيخ عبد الله الجابر الصباح.
- 1952 - مجلس قيادة الثورة في مصر يصدر قرارًا يلغي فيه جميع الألقاب المدنية الرسمية.
- 1954 - النجم الأمريكي إلفيس بريسلي يحيي أولى حفلاته.
- 1968 - تصفية العناصر غير الموالية لقائد ثورة 17 تموز أحمد حسن البكر ونائبه صدام حسين من أعضاء حزب البعث، وأصبحت الثورة تعرف باسم ثورة 17/30 تموز.
- 1971 - مركبة الفضاء أبولو 15 تهبط على سطح القمر.
- 1980 - الكنيست يصدر قانوناً يعتبر القدس عاصمة إسرائيل الأبدية.
- 1993 - البوسنيون ينتهون من العمل في حفر نفق يمر تحت «مطار سراييفو» كان منقذهم من حصار القوات الصربية لعاصمتهم.
- 1999 - تنصيب ملك المغرب محمد السادس على العرش رسميًا.
- 2005 - مصرع زعيم جنوب السودان جون قرنق في حادث تحطم المروحية التي كانت تقلّه قادماً من أوغندا.
- 2006 - إسرائيل تقصف بلدة قانا اللبنانية، وأدى القصف إلى مقتل ما يقارب 55 طفلاً وامرأة وذلك أثناء الحرب التي تشنها على لبنان.
- 2008 -
  - المحكمة الدستورية في تركيا تصدر قرارًا برفض حظر حزب العدالة والتنمية الحاكم والمتهم بمعاداة العلمانية وذلك بسبب عدم اكتمال نصاب الحظر.
  - رئيس الوزراء الإسرائيلي وزعيم حزب كاديما إيهود أولمرت يقرر عدم الترشح لانتخابات الحزب المقرر إجراؤها في شهر سبتمبر وهو ما يعني تركه رئاسة الحكومة.
- 2013 - انتخاب ممنون حسين رئيسًا لباكستان، خلفًا لآصف علي زرداري.
- 2015 -
  - تعيين الملا منصور زعيماً لحركة طالبان بعد وفاة الملا عمر في 23 أبريل 2013.
  - اصطدام حافلة تقل معتمرين عمانيين وشاحنة في طريق خريص بالسعودية يودي بمقتل 7 عمانيين على الأقل وإصابة العشرات.
- 2019 - مجلس الوزراء السعودي يُقرّ تعديلات قانونيَّة قلصت بشكل كبير نظام الولاية على المرأة، حيث سمح لها باستخراج جواز سفر والسفر ما إن تبلغ سن 21 عامًا دون الحاجة لإذن من ولي للأمر.
- 2020 - عدد الإصابات المؤكدة بجائحة كورونا يتخطّى حاجز 17 مليون شخص حول العالم، من بينهم أكثر من 667 ألف حالة وفاة وحوالي تسعة ملايين و964 ألف حالة تماثلت للشفاء.

## مواليد
- 1511 - جورجو فازاري، رسام إيطالي.
- 1857 - محمد حرز الدين، فقيه شيعي وشاعر عراقي.
- 1863 - هنري فورد، رجل صناعة أمريكي.
- 1818 - إيميلي برونتي، روائية وشاعرة إنجليزية.
- 1920 - فريد شوقي، ممثل مصري.
- 1947 - أرنولد شوارزنيجر، ممثل وسياسي أمريكي.
- 1948 - جان رينو، ممثل فرنسي.
- 1957 - نيري ألبرتو بومبيدو، لاعب ومدرب كرة قدم أرجنتيني.
- 1961 - لورنس فيشبورن، ممثل أمريكي.
- 1963 - ليزا كودرو، ممثلة أمريكية.
- 1964 -
  - فيفيكا ا. فوكس، ممثلة أمريكية.
  - يورغن كلينسمان، لاعب ومدرب كرة قدم ألماني.
- 1969 - سايمون بيكر، ممثل أسترالي.
- 1971 - كريستين تايلور، ممثلة أمريكية.
- 1973 - علي الدويان، ممثل سعودي.
- 1974 - هيلاري سوانك، ممثلة أمريكية.
- 1982 - جهاد الحسين، لاعب كرة قدم سوري.
- 1983 - نجوى الكبيسي، ممثلة بحرينية / قطرية.
- 1991 - المهرة، ممثلة بحرينية.

## وفيات
- 579 - البابا بندكت الأول، بابا الكنيسة الكاثوليكية.
- 1898 - أوتو فون بسمارك، مستشار ألمانيا.
- 1912 - الإمبراطور ميجي، إمبراطور اليابان.
- 1973 - عارف العارف، صحفي ومؤلف ومؤرخ وسياسي، فلسطيني.
- 1982 - عبد القادر بن أحمد الجزائري، فقيه سعودي.
- 1984 - عوده المهنا، مغنية كويتية.
- 1994 - إبراهيم زرين قلم، خطاط ودبلوماسي إيراني.
- 1995 - يوسف بن راشد آل الشيخ مبارك، فقيه مالكي ومؤرخ سعودي سعودي.
- 2000 - عبد الله بن علي الخليلي، شاعر عماني.
- 2002 - عاطف سالم، مخرج مصري.
- 2005 - جون قرنق، زعيم جنوب السودان.
- 2009 - مصطفى أبو علي، مخرج سينمائي فلسطيني.
- 2011 - حكمت أبو زيد، سياسية مصرية.
- 2024 - فؤاد شكر، قائد عسكري لبناني في حزب الله.

## أعياد ومناسبات
- عيد الاستقلال في فانواتو.
- عيد العرش و حفل الولاء والبيعة في المغرب.
- اليوم الدولي للصداقة.

## وصلات خارجية
- وكالة الأنباء القطريَّة: حدث في مثل هذا اليوم.
- النيويورك تايمز: حدث في مثل هذا اليوم.
- BBC: حدث في مثل هذا اليوم.